# Сохон, Густав
Густав Сохон (англ. Gustav Sohon; 1825—1903) — художник, изображавший индейцев, переводчик, топограф.

## Биография
Густав Сохон родился в 1825 году в Тильзите, Восточная Пруссия. В 1842 году в возрасте 17 лет иммигрировал в Соединенные Штаты. В начале 1850-х годов он поступил на службу в армию США. Одним из его первых заданий была съемка участка местности, нужной для строительства железной дороги.
С этого момента Сохон стал свидетелем некоторых из самых знаменательных событий в истории Северо-Запада Америки. В армии его художественные способности обратили на себя внимание губернатора. К тому же оказалось, что Сохон имеет склонность к лингвистике, так что вскоре он сумел овладеть несколькими индейскими наречиями. Этот навык позволил ему общаться с индейцами и дал возможность рисовать портреты многих из самых важных их предводителей. Именно из-за способности Сохона общаться с индейцами на их родном языке, мы сейчас может наблюдать выразительные образы американских индейцев прошлого.
Сохон был талантливым художником, он создал точные пейзажи и яркие сцены из местной жизни, в том числе первый панорамный вид на Скалистые горы и самые ранние известные эскизы форта Грейт-Фолс в штате Миссури.
Пятилетняя служба Густава Сохона закончилась в июле 1857 года. Он разыскал своего первоначального армейского друга и наставника — лейтенанта Джона Муллана. Муллан был инициатором строительства военной дороги от Уолла-Уолла до Форта Бентон, и Сохону было доверено контролировать ход строительства.
Когда дорога была готова, Сохон вместе с Мулланом оказался в Вашингтоне, округ Колумбия, где готовил топографические данные, карты и иллюстрации к докладу о строительстве дороги. На Северо-Запад он больше не вернулся.
В апреле 1863 года Густав Сохон и Джулианна Гро поженились. Некоторое время они жили в Сан-Франциско, где Сохон открыл фотостудию. Несколько лет спустя они вернулись в Вашингтон, где Сохон исчез из общественной жизни, работая в обувном производстве. Фотохудожник умер 9 сентября 1903 года.

## Творчество
Художественные способности Сохона поместить его в один ряд с более известными западных художниками — такими, как Джордж Кетлин, Пол Кейн и Карл Бодмер. Как художник Сохон был продуктом своего времени и в своих рисунках и акварелях правдиво отразил увиденные собственными глазами отношения между правительством США и индейскими племенами Тихоокеанского Северо-Запада.